# بروس روبرتسون
بروس روبرتسون (بالإنجليزية: Bruce Robertson) (و. 1953  م) هو سباح كندي، ولد في فانكوفر، شارك في الألعاب الأولمبية الصيفية 1976، وسباحة في الألعاب الأولمبية الصيفية 1972 – رجال 100 متر فراشة ‏، والألعاب الأولمبية الصيفية 1972، وسباحة في الألعاب الأولمبية الصيفية 1972 – رجال 4 × 100 متر تتابع متنوع ‏.
.

## روابط خارجية
- بروس روبرتسون على موقع الاتحاد الدولي للسباحة (الإنجليزية)
- بروس روبرتسون على موقع SwimRankings.net (الإنجليزية)
- بروس روبرتسون على موقع اللجنة الأولمبية الدولية (الإنجليزية)
- بروس روبرتسون على موقع أوليمبيديا (الإنجليزية)
- بروس روبرتسون على موقع اللجنة الأولمبية الكندية (الإنجليزية)
- بروس روبرتسون على موقع اتحاد ألعاب الكومنولث (مؤرشف) (الإنجليزية)